# Kawakami Sadayakko

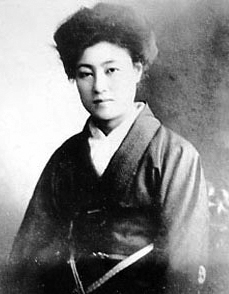
Kawakami Sadayakko

Kawakami Sadayakko (jap. 川上 貞奴; * 18. Juli 1871 in Tokyo, Kaiserreich Japan; † 7. Dezember 1946 in Atami, Japan) war eine japanische Schauspielerin und Tänzerin. 

## Leben

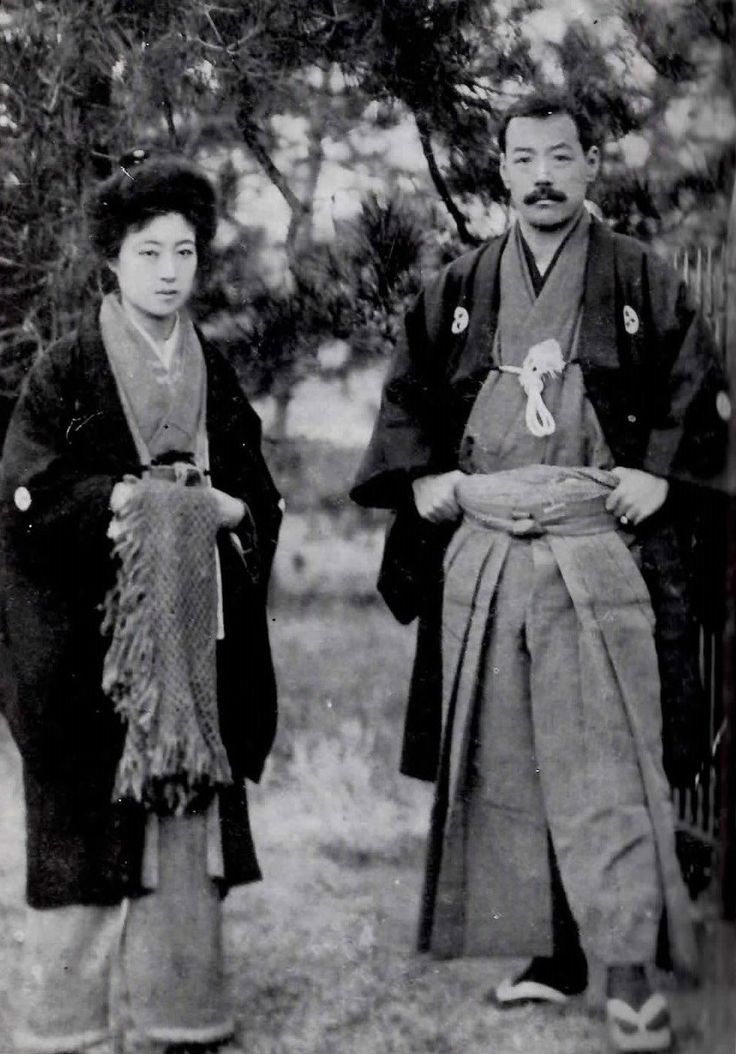
Kawakami Sadayakko und Otojirō

Kawakami Sadayakko wurde als Koyama Sada (小山 貞) geboren und erhielt eine Ausbildung als Geisha. Sie fiel dem japanischen Politiker Itō Hirobumi auf, der dafür sorgte, dass sie ihre Ausbildung fortsetzte. Im Jahre 1894 heiratete sie den Theaterbesitzer Kawakami Otojirō, bei dem sie durch Itō eingeführt worden war. 
Unter dem Künstlernamen Sada Yacco arbeitete sie am Kawakami-Theater, obwohl es sich damals noch nicht geziemte, als Frau zusammen mit Männern auf der Bühne zu stehen. Die Truppe des Theaters ging 1899 als die erste Theatergruppe aus Japan auf eine Tour um die Welt. Nach Aufführungen in San Francisco ging es weiter nach New York City. Es folgten Vorstellungen 1900 in Paris bei der Weltausstellung, wo die Tänzerin Loïe Fuller die Beleuchtungseffekte arrangierte. Weitere Aufführungen waren 1901 in Berlin, wo der Maler Max Slevogt sie zusammen mit ihrem Ziehsohn Raikichi malte, und in anderen europäischen Städten. 
Nach dem Tod ihres Mannes 1911 lebte Sadayakko mit Fukuzama Momosuke in Nagoya zusammen, obwohl dessen Ehefrau noch lebte. Ihr gemeinsames Haus ist heute eines der Museen in Nagoya. Dort gründete die Tänzerin, nachdem sie 1918 ihre Tanzkarriere beendet hatte, eine Textilfirma. Des Weiteren gründete sie in Tokyo eine Theaterschule für Kinder, ab und zu trat sie selbst noch auf.
Sadayakkos tänzerischer Stil beeinflusste den modernen US-amerikanischen Tanz, so zum Beispiel den von Ruth St. Denis. Sie starb 75-jährig in Atami.